# Nostra Signora di Łukawiec
Nostra Signora di Łukawiec (in polacco Matka Boża Łukawiecka), in precedenza Nostra Signora di Tartaków (in polacco: Matka Boża Tartakowska), nota anche come Nostra Signora Piena di Grazie (in polacco: Matka Boża Łaskawa) è un'icona cattolica romana della Beata Vergine Maria situata nella Chiesa di Santa Maria Regina della Polonia a Łukawiec, località del comune di Wielkie Oczy, nel voivodato della Precarpazia, in Polonia.

## Descrizione dell'immagine
Il dipinto mostra la Madre di Dio in piedi con un piede sulla mezzaluna. Maria è vestita con un lungo abito terra-terra, coperto da un mantello blu scuro. I suoi capelli sono sciolti, raggiungendo le spalle e la testa è girata a destra, leggermente inclinata verso il basso. Ha gli occhi leggermente chiusi e il suo viso è concentrato e gentile. Le mani sono piegate per la preghiera. Nella parte inferiore del dipinto, sotto i piedi della Madre di Dio, puoi vedere il drago alato, che sta morendo, e accanto alla mela stesa a terra. Sopra la figura della Madre di Dio fa galleggiare Dio Padre con la barba grigia, vestito con abiti, allargando le mani su Maria, proteggendo Lei e tutta la Terra. Sulla destra e sulla sinistra si possono vedere simboli mariani come gigli tra le spine, Specchio della giustizia, Albero della vita sul lato sinistro e Porta blu, Cespuglio infuocato e la Torre di Davide sulla destra. Le nuvole sono visibili nell'immagine. I colori della parte superiore sono luminosi, mentre il fondo, dove è visibile il drago, i colori sono scuri, mostrando il contrasto.

## Storia
Il dipinto fu dipinto su una tela attaccata alla lavagna all'inizio del XVII secolo da un pittore italiano e collocato nel castello di Potocki nella città di Tartaków. " Immagina la Beata Vergine Maria con le mani giunte per pregare, in piedi sulla luna, sotto la quale il serpente arrotolato morde la mela. Sopra di lei, Dio Padre allarga le mani ". Dopo il grande incendio del castello, il dipinto trovò la strada per il cappellano Stanisław Potocki e il parroco locale Mikołaj Kucharski nel 1727. Dopo la sua morte, l'immagine della Beata Vergine, nel 1764 fu collocata nella chiesa cattolica locale sopra il fonte battesimale e quasi fin dall'inizio iniziò a essere famoso per i favori, il che significava che fu spostato l'anno successivo in alto altare. Nel 1765 dal 9 al 24 marzo, il dipinto, come è stato descritto, "pianse". Dagli occhi di Nostra Signora, lacrime di sangue sgorgarono, che caddero o si seccarono nell'immagine. A quei tempi, un chiaro bagliore era visibile sulla chiesa, in modo che si pensasse che un incendio sarebbe scoppiato. Molte persone hanno anche visto che l'immagine era colorata. Nel 1777, il dipinto fu considerato miracoloso e due anni dopo fu collocato in un appositamente preparato, su iniziativa del sacerdote Kostkiewicz, un nuovo enorme altare maggiore. In un libro speciale ci sono 407 casi di miracoli fatti attraverso l'immagine e un numero di oltre 300 doni per la grazia ricevuta (i cosiddetti votivi).
Nel 1944, il dipinto fu salvato con successo dalla distruzione grazie ai polacchi, attraverso la sua deportazione nella chiesa di legno dell'Epifania a Łukawiec vicino a Lubaczów. Inizialmente, nel 1963, il dipinto si trovò a Lubaczów, e anche la parrocchia di Tarnoszyn lo cercò. Alla fine, tuttavia, il dipinto, famoso per le sue grazie, fu consegnato alla parrocchia Łukawiec. A causa del numero crescente di credenti, sia di Łukawiec che di Tartaków, fu presa la decisione di costruire una nuova chiesa a Łukawiec. La chiesa della Beata Vergine Maria Regina di Polonia a Łukawiec è stata consacrata dal vescovo Marian Jaworski nel 1990. Nello stesso anno, l'immagine di Maria fu collocata nell'altare maggiore. La nuova chiesa divenne il Santuario di Nostra Signora di Łukawiec. Il 3 giugno 1991, il dipinto fu incoronato a Lubaczów da Papa Giovanni Paolo II durante uno dei suoi pellegrinaggi in Polonia. Il 15 maggio 2004, una copia dedicata e incoronata del dipinto è stata donata alla chiesa di Tartaków. Nel 2016 il dipinto è stato rinnovato a Cracovia. Il 3 giugno 2016 è caduto il 25 ° anniversario dell'incoronazione dell'immagine miracolosa di Nostra Signora di Łukawiec. In questa occasione fu realizzato un nuovo enorme altare nella chiesa parrocchiale. Il 4 giugno 2016 è stata collocata un'immagine miracolosa nel nuovo altare. La consacrazione del nuovo altare è stata fatta dall'arcivescovo Mieczysław Mokrzycki, che proviene da Łukawiec l'8 giugno 2016 durante le principali celebrazioni per l'anniversario. D'ora in poi, l'immagine è solennemente svelata e ombreggiata dal suono di una fanfara e di una canzone per la Madre di Dio.